# Алонакия
Алонакия, още Сариханлар или Саръ Ханлар (на гръцки: Αλωνάκια, до 1927 година Σαρηχανλάρ, Σαριχανλάρ, Сарифанлар), е село в Гърция, в дем Кожани, област Западна Македония.

## География
Алонакия е разположено на 710 m надморска височина, на 15 km западно от Кожани, в източните склонове на Синяк.

## История

### В Османската империя
В края на XIX век Сариханлар е турско село в Османската империя. Според статистиката на Васил Кънчов („Македония. Етнография и статистика“) през 1900 година в Сари Ханларъ, Кайлярска каза, има 550 турци.
На Етнографската карта на Битолския вилает на Картографския институт в София от 1901 година Сариханлар е чисто турско село в Кайлярската каза на Серфидженския санджак със 115 къщи.
Според статистика на Серфидженския санджак на гръцкото консулство в Еласона от 1904 година в Сариханлар (Σαρηχανλάρ), Кожанска каза, живеят 600 турци.

### В Гърция
През Балканската война в 1912 година в селото влизат гръцки части и след Междусъюзническата в 1913 година остава в Гърция. В 1913 година селото (Σαριχανλάρ) има 533 жители. През 20-те години населението му се изселва в Турция и на негово място са настанени християнски бежанци от Турция. В 1928 година селото е изцяло бежанско със 126 семейства и 453 жители бежанци.
През 1927 година името на селото е сменено на Алонакия.
Населението традиционно произвежда жито, тютюн и други земеделски продукти, като се занимава и със скотовъдство.
| Име        | Име        | Ново име | Ново име | Описание                        |
| ---------- | ---------- | -------- | -------- | ------------------------------- |
| Артип тепе | Άρτίπ Τεπε | Кедрома  | Κέδρωμα  | връх на СИ от Алонакия (1002 m) |

| Година    | 1913 | 1920 | 1928 | 1940 | 1951 | 1961 | 1971 | 1981 | 1991 | 2001 | 2011 | 2021 |
| --------- | ---- | ---- | ---- | ---- | ---- | ---- | ---- | ---- | ---- | ---- | ---- | ---- |
| Население | 533  | 683  | 814  | 592  | 635  | 634  | 433  | 493  | 433  | 383  | 368  | 314  |